# Basílica de Santa Clotilde (París)
La basílica [de] Santa Clotilde y Santa Valeria (en francés: basilique Sainte-Clotilde-et-Sainte-Valère) es una basílica de la Iglesia católica situada en el VII Distrito de París, una de las cuatro basílicas menores de la ciudad, elevada al rango de basílica menor por el papa León XIII en 1897.

## Historia

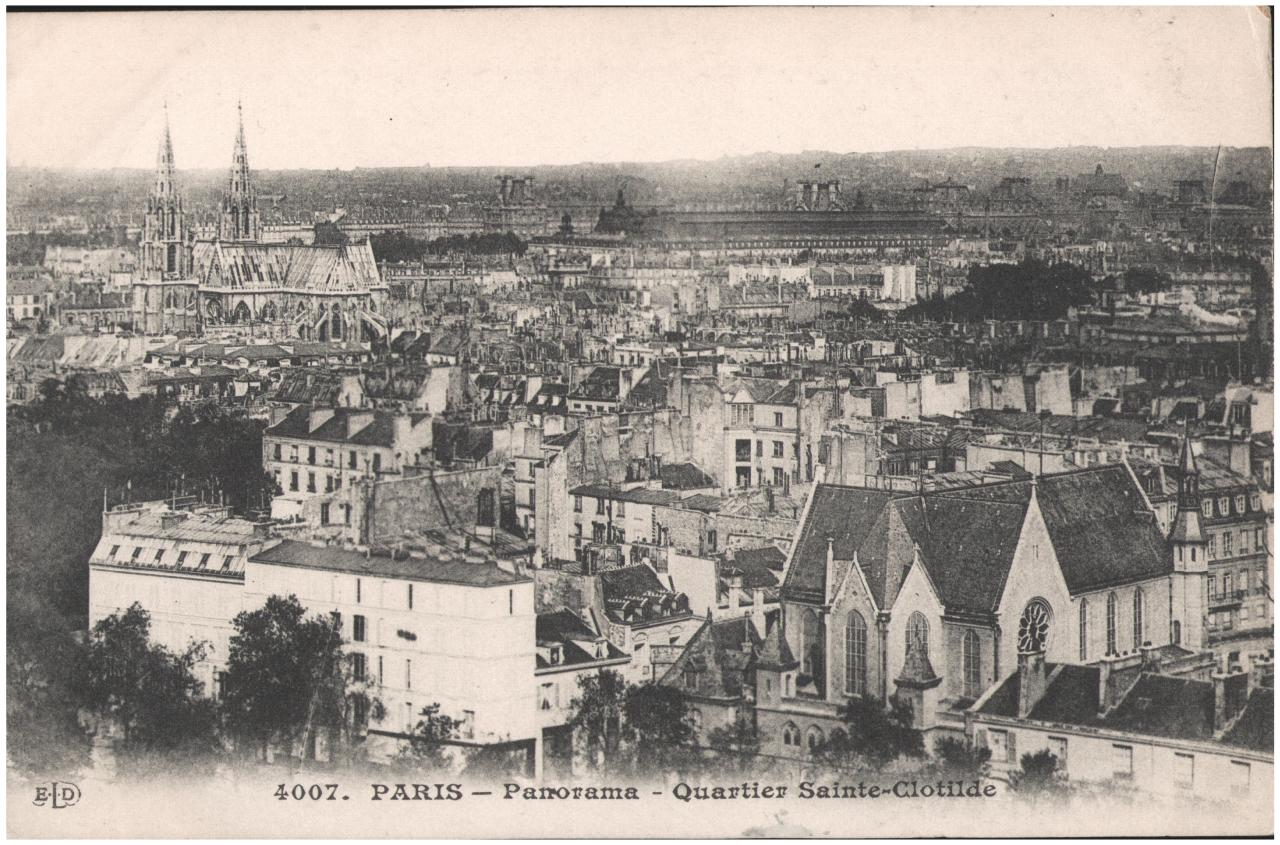
Vista general de la iglesia

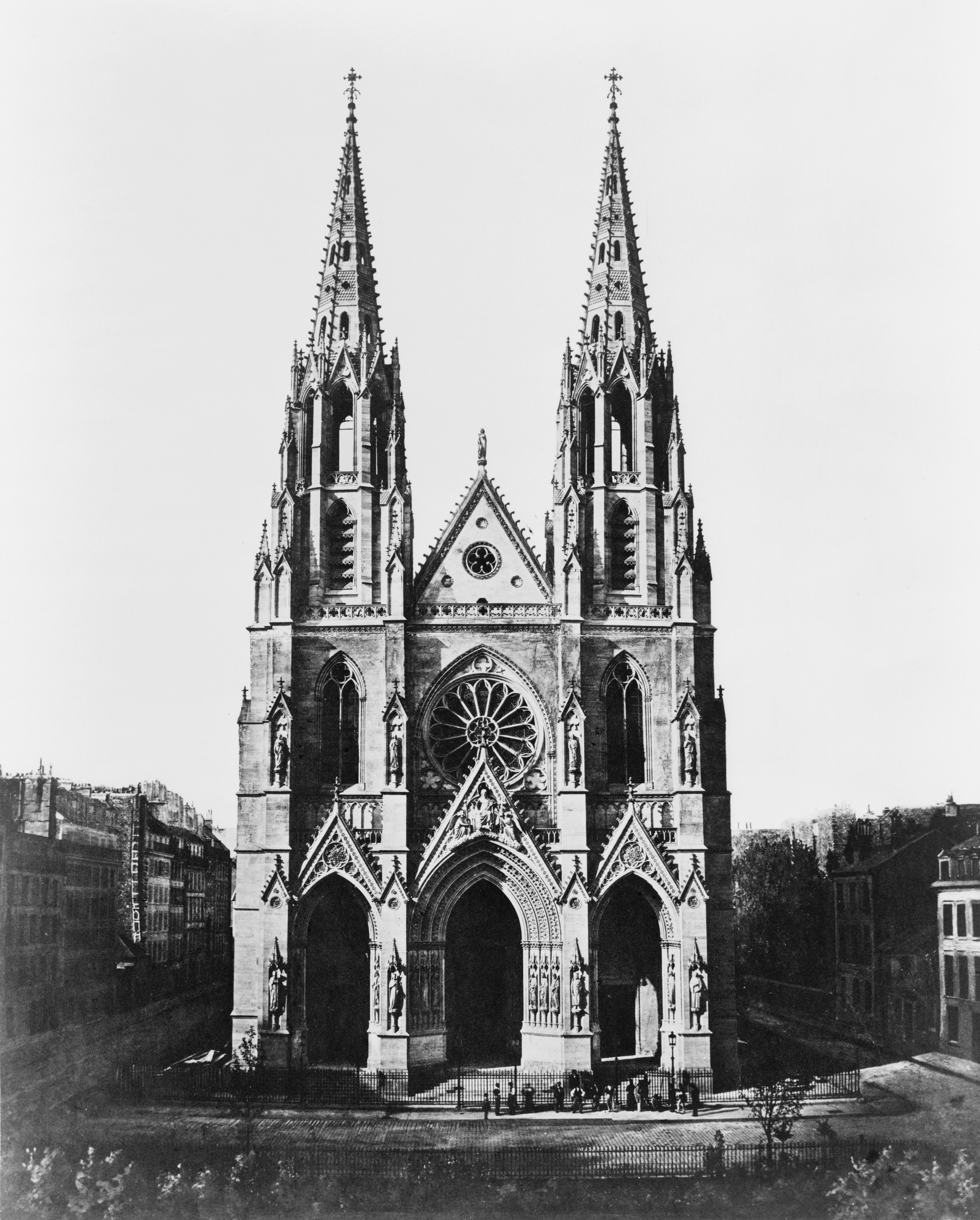
Iglesia de Sainte-Clotilde hacia 1851-1870 (cliché de Édouard Baldus).

Fue construida entre 1846 y 1857 por el arquitecto franco-alemán François-Christian Gau, luego por Théodore Ballu, el arquitecto de la iglesia de la Santa Trinidad de París, después de la muerte de este último en 1853. La iglesia está dedicada a santa Clotilde, así como a santa Valeria (virgen y mártir en Limoges).
En 1897, en el decimocuarto centenario del bautismo de Clodoveo I (cuya segunda esposa fue santa Clotilde), la iglesia fue elevada a la dignidad de basílica menor por el papa León XIII.
En 2007 Goudji diseñó y realizó el nuevo altar mayor.

### Los rectores de Santa Clotilde
El abad Arthur Mugnier, apodado el «confesor de las duquesas», y que dejó un diario, fue uno de sus vicarios. El abad  Henri Chaumont, vicario de la parroquia, fundó en 1872 con Caroline Colchen Carré de Malberg la Compañía de las Hijas de San Francisco de Sales, cuya sede se instaló en Lorry-lès-Metz.
El abad Albert Colombel fue el primer vicario en 1914. El abad Bernard Bouveresse, gran resistente, fue párroco y rector  de Sainte-Clotilde desde después de la guerra hasta su muerte.
En 1993, el rector de Sainte-Clotilde, el abad  Alain Maillard de La Morandais  fue nombrado capellán de los parlamentarios. En 1992, el cardenal Jean-Marie Lustiger, arzobispo de París, creó el servicio pastoral de estudios políticos, del que confió en 1995 la dirección al padre Antoine de Vial que recibió la prelatura papal en 2001
De 2005 a 2012, el padre Mathieu Rouge ocupó ambas funciones. En septiembre de 2012, el padre Laurent Stalla-Bourdillon, antiguo vicario de la iglesia Saint-Germain-des-Prés, fue nombrado rector de la iglesia de Sainte-Clotilde y director de SPEP.

## Arquitectura
El interior es claro y se pueden ver vitrales (rosas de Thibaut, maestro vidriero del siglo XIX), pinturas de  Lenepveu (capilla de la Virgen María), esculturas de Pradier y Duret (calvario) y una serie de esculturas de Guillaume que representan la conversión de santa Valeria, su condena a muerte, la decapitación y la aparición de san Marcial.
El edificio domina la plaza Samuel-Rousseau  donde se pueden ver castaños, sophora y árboles de Judea.
La basílica ha sido copiada por el arquitecto Léon Vautrin para la construcción de la fachada de la Catedral del Sagrado Corazón de Canton entre 1863 y 1888.

## Órganos

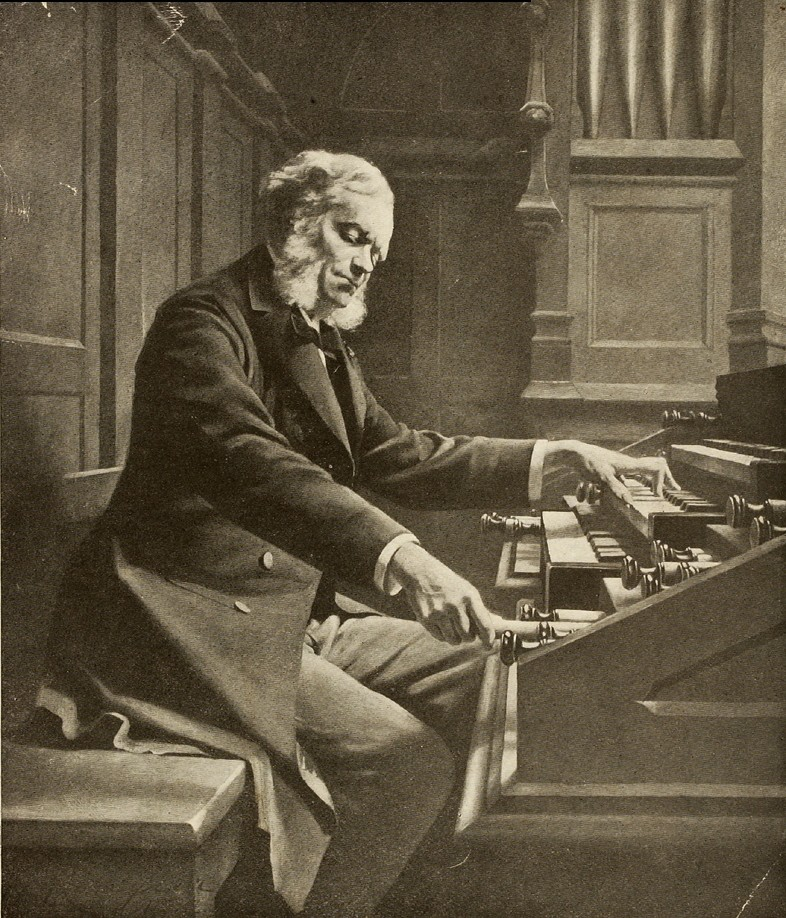
César Franck interpretando en el órgano Cavaillé-Coll en la Basílica de Santa Clotilde (tabla de Jeanne Rongier).

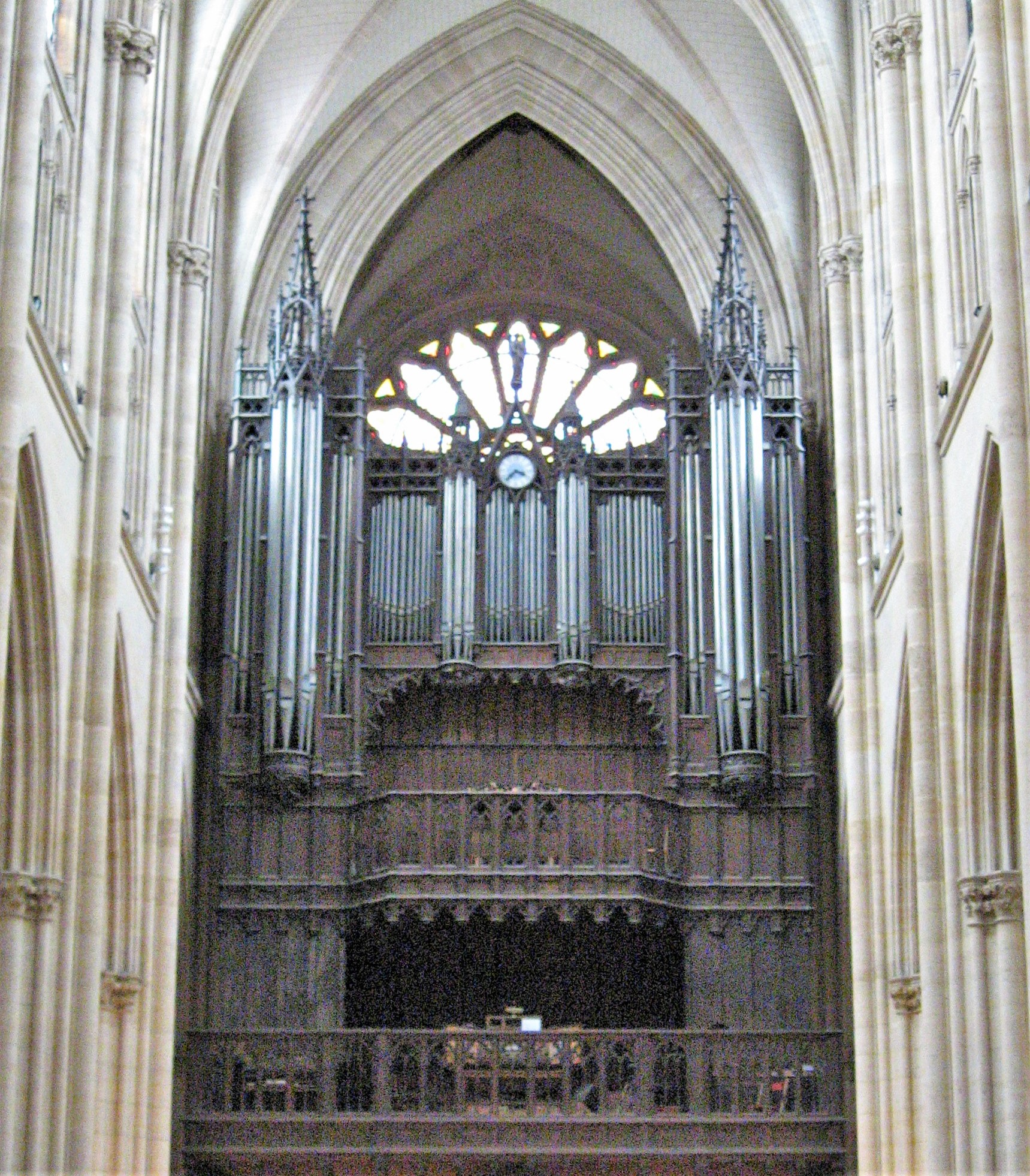
Órgano de la Basílica de Santa Clotilde.

El gran compositor César Franck fue el organista de la basílica, presidiendo los famosos órganos Cavaillé-Coll de 46 juegos instalados en 1859. El órgano fue restaurado y ampliado en 1933 y de nuevo en 1962 por Beuchet-Debierre. Fue después restaurado y ampliado por Jacques Barberis en 1983 y, finalmente, por Bernard Dargassies en 2005. Esta última versión tiene 71 juegos.
Después de Franck, otros organistas y compositores famosos le han sucedido. La lista de los titulares de estos órganos es:
- 1859-1890: César Franck
- 1890-1898: Gabriel Pierné
- 1898-1939: Charles Tournemire
- 1942-1944: Joseph-Ermend Bonnal
- 1945-1987: Jean Langlais
- 1987-1993: Jacques Taddei y Pierre Cogen
- 1993-2012: Jacques Taddei
- desde 2012: Olivier Penin

## Personalidades
- Los funerales de Charles de Flahaut se celebraron en la iglesia el 5 de septiembre de 1870;
- Arthur Mugnier, vicario de 1888 a 1909;
- Albert Colombel, primer vicario en 1914;
- René de Chambrun se casó en ella, el 19 de agosto de 1935,[3] Josée Laval (Paris, 2 de abril de 1911-Paris, 9 de enero de 1992), hija única de Pierre Laval y de Marguerite Claussat. Los funerales de René de Chambrun tuvieron lugar el 24 de mayo de 2002;
- Los funerales de Gaston Bergery tuvieron lugar en 1974;
- Gaston d'Orléans (nacido en Paris en 2009), hijo del príncipe heredero  de Francia Jean d'Orléans, fue bautizado el 8 de diciembre de 2009 en la basílica por el padre Matthieu Rougé;
- Thierry Roland (1937-2012), periodista deportivo francés, cuyos funerales fueron celebrados el 21 de junio de 2012.

### Galería de imágenes

Vistas del exterior
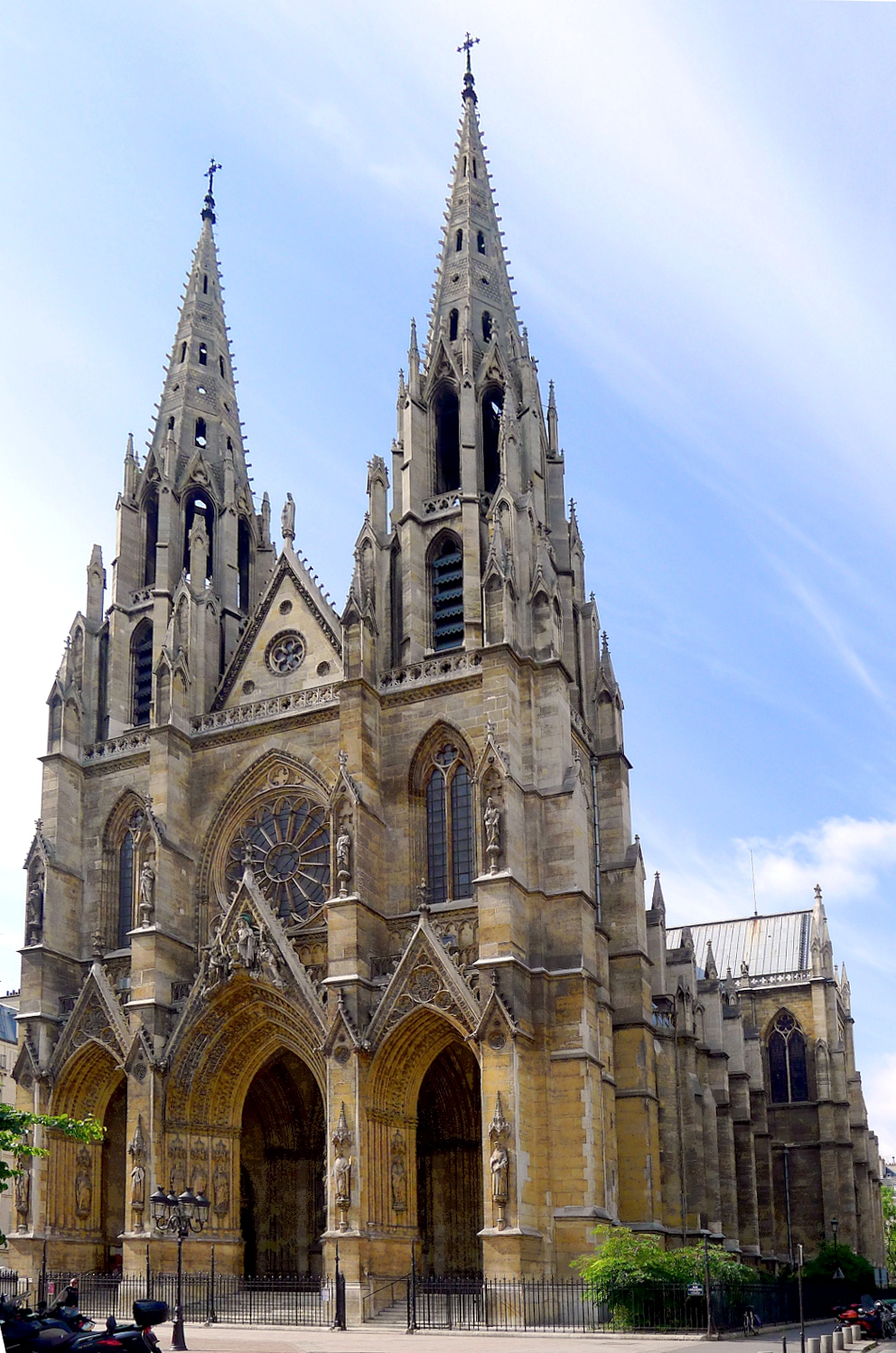
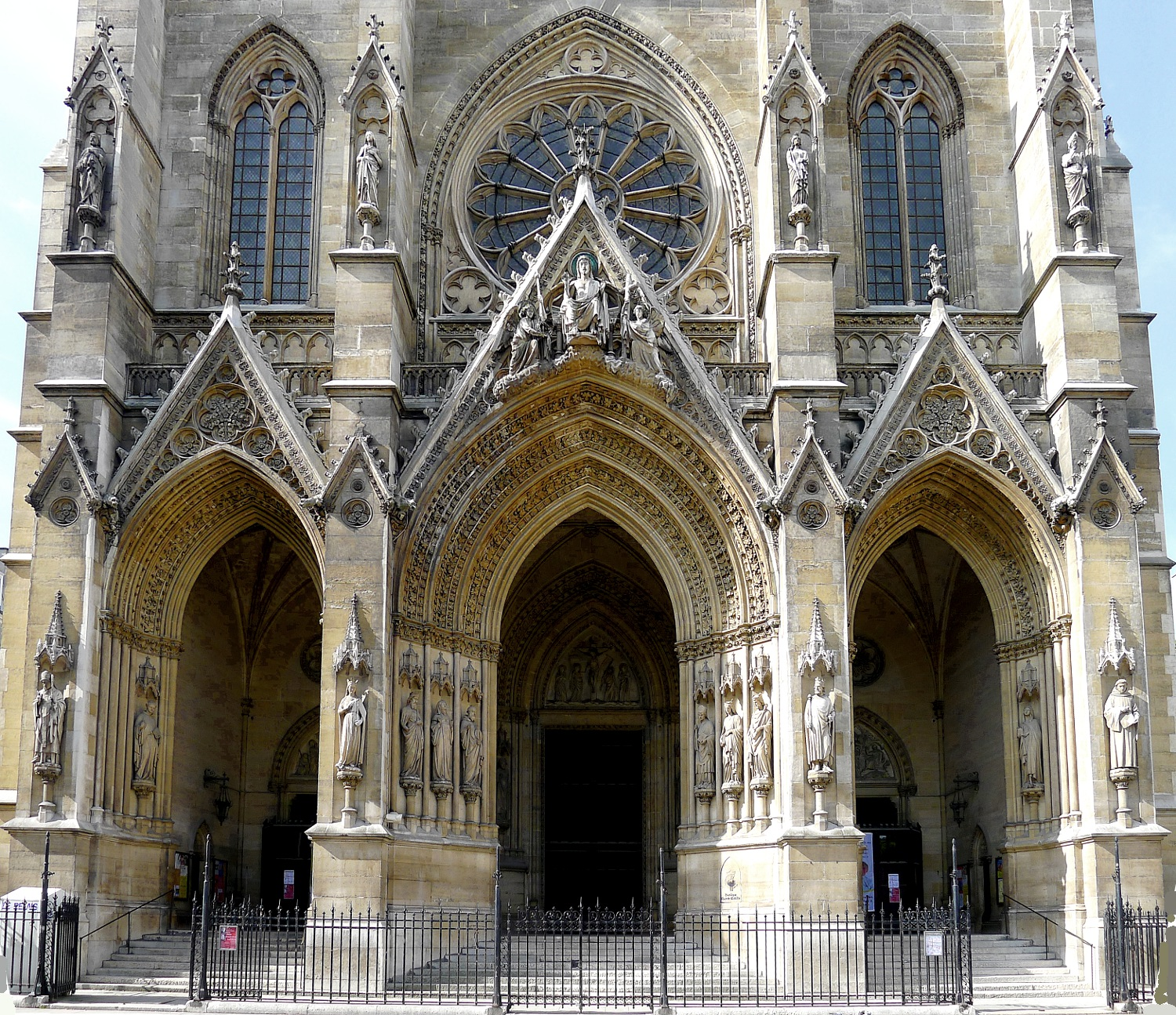
El porche
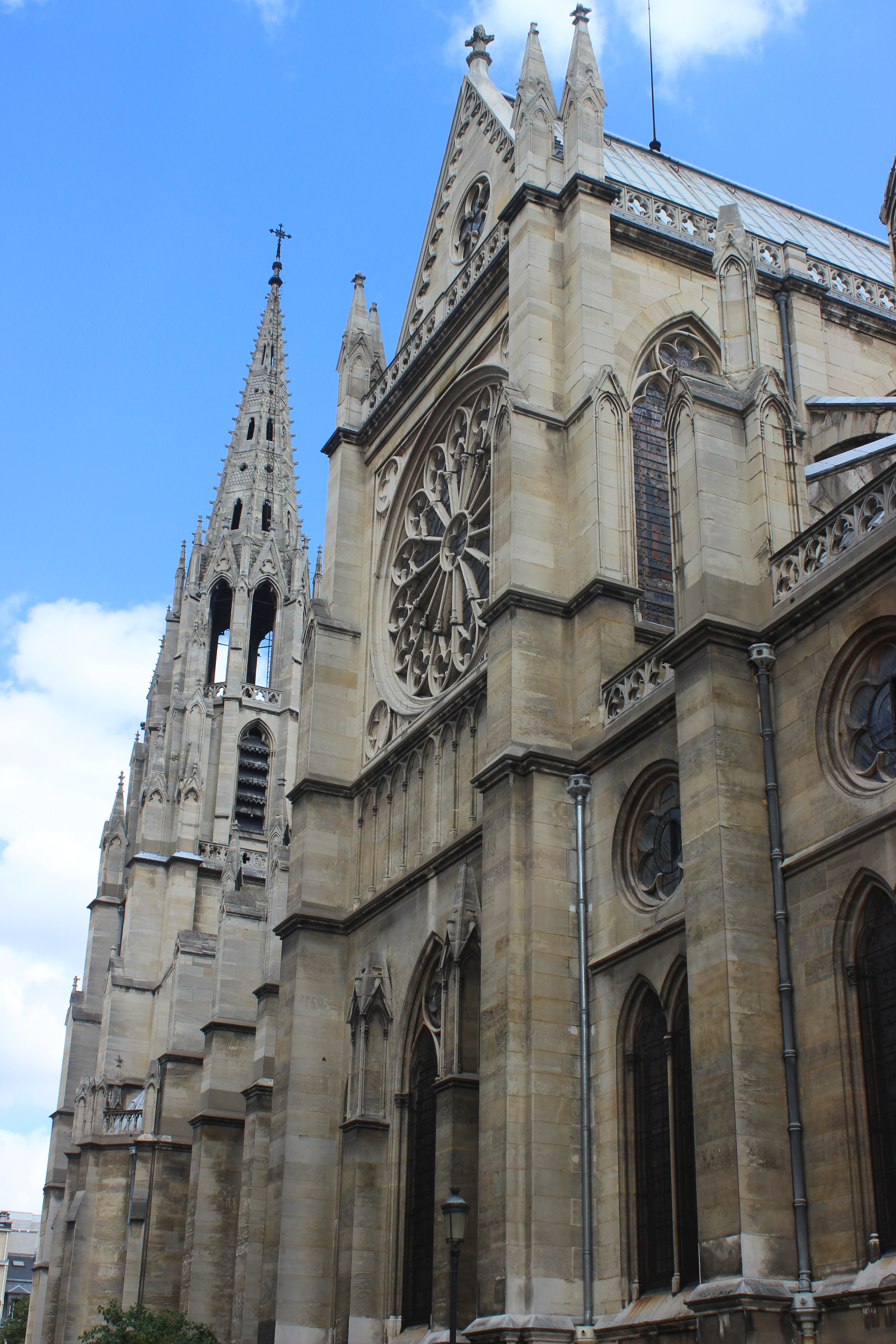
Transepto derecho
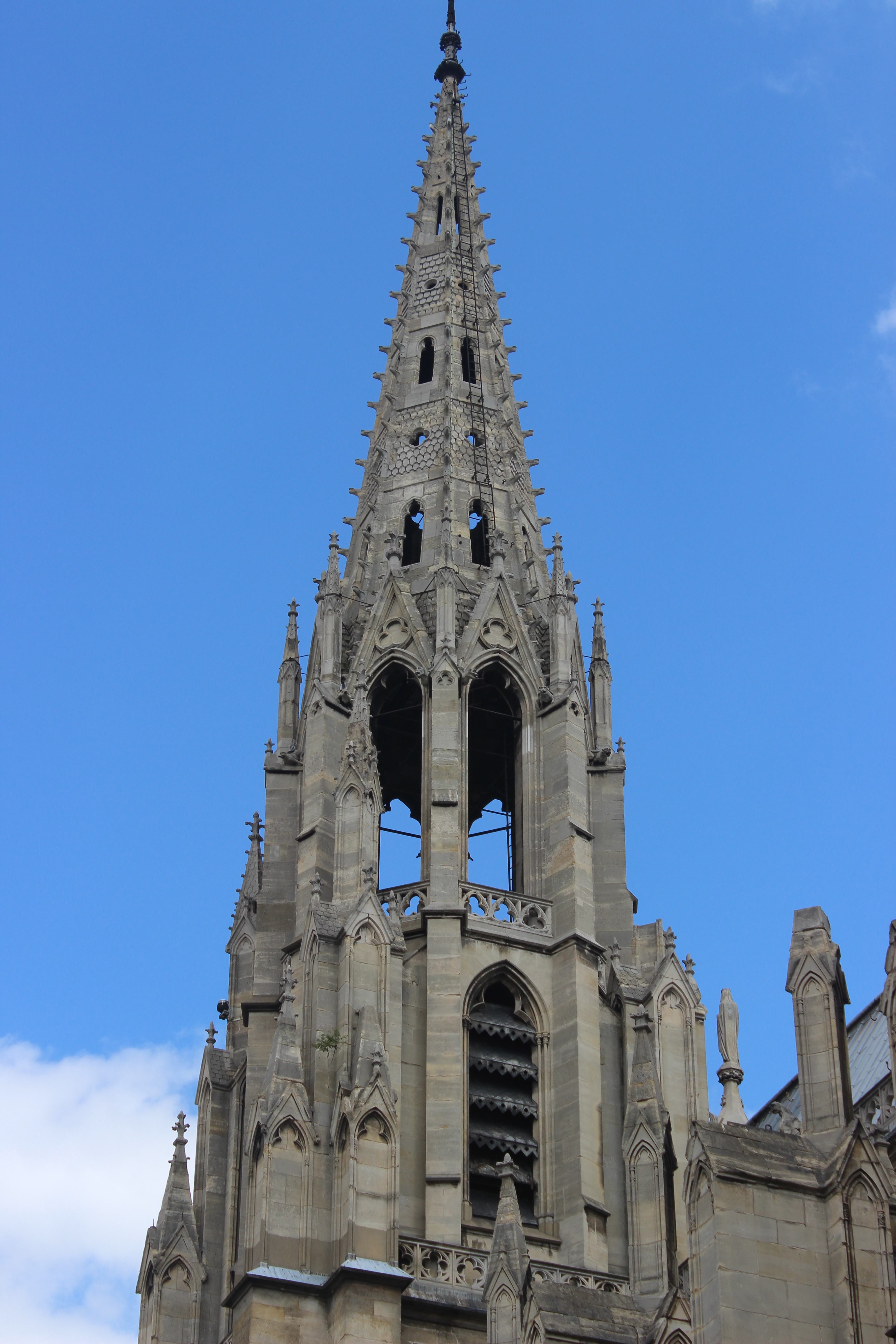
Detalle de una torre
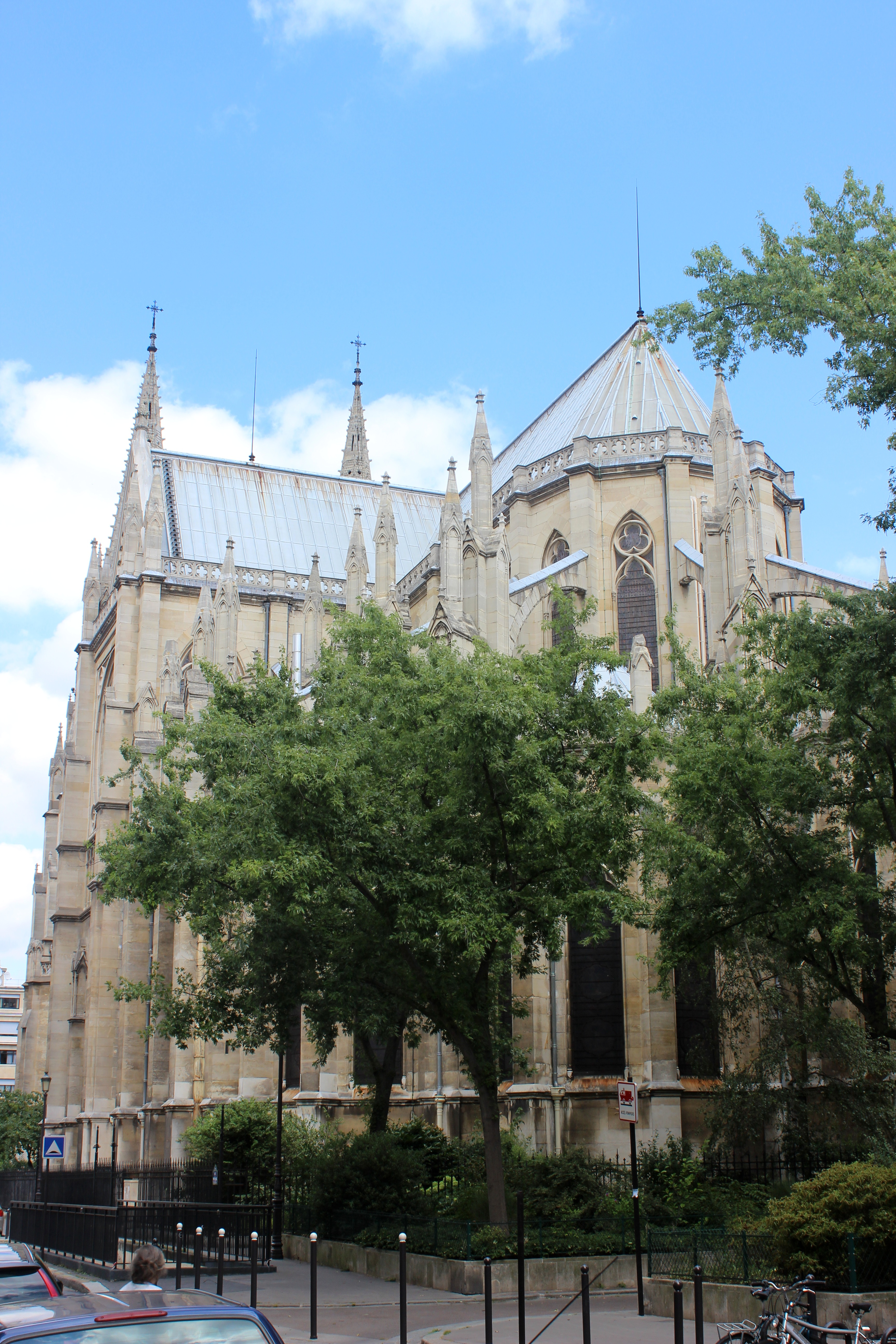
Cabecera
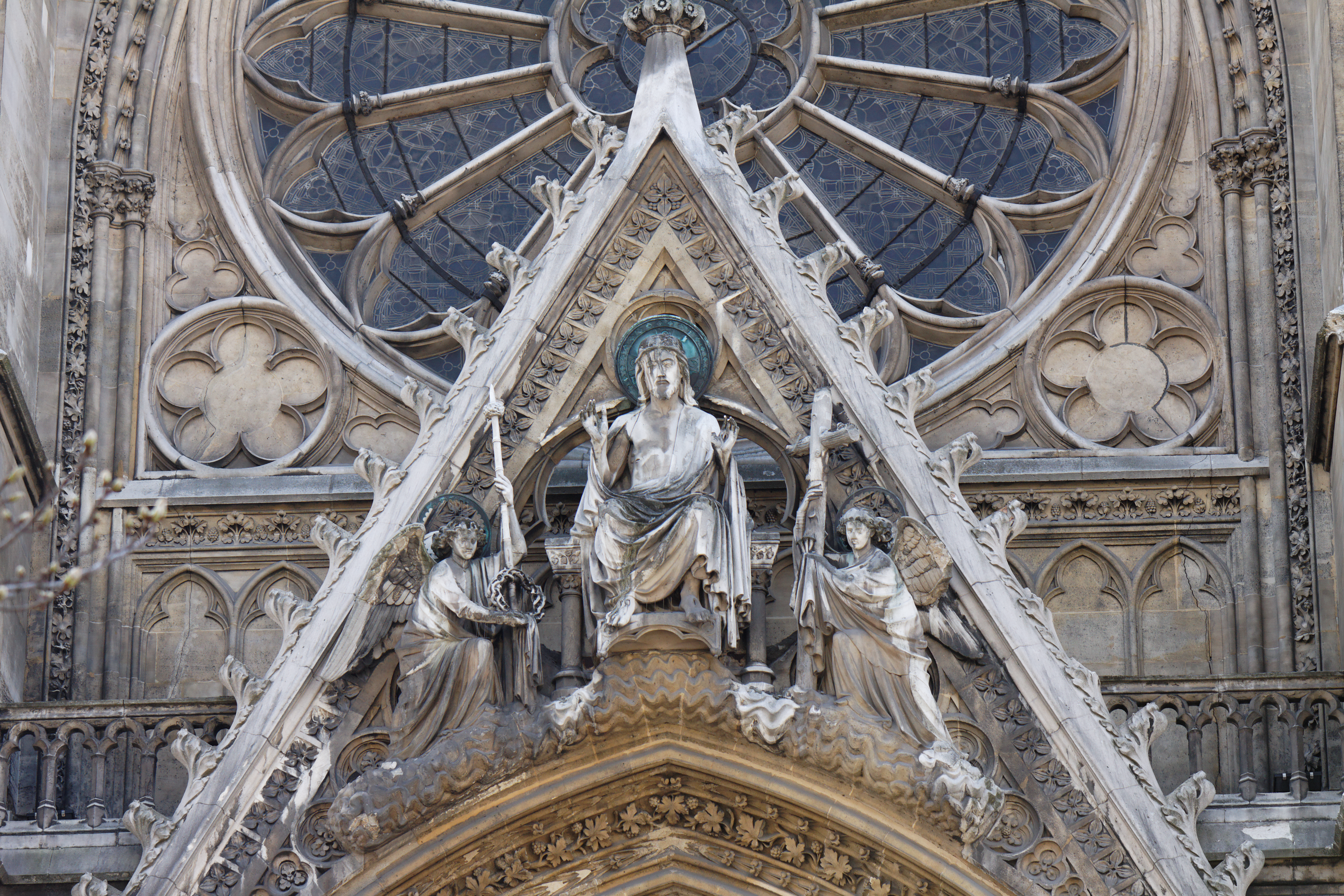
Gablete
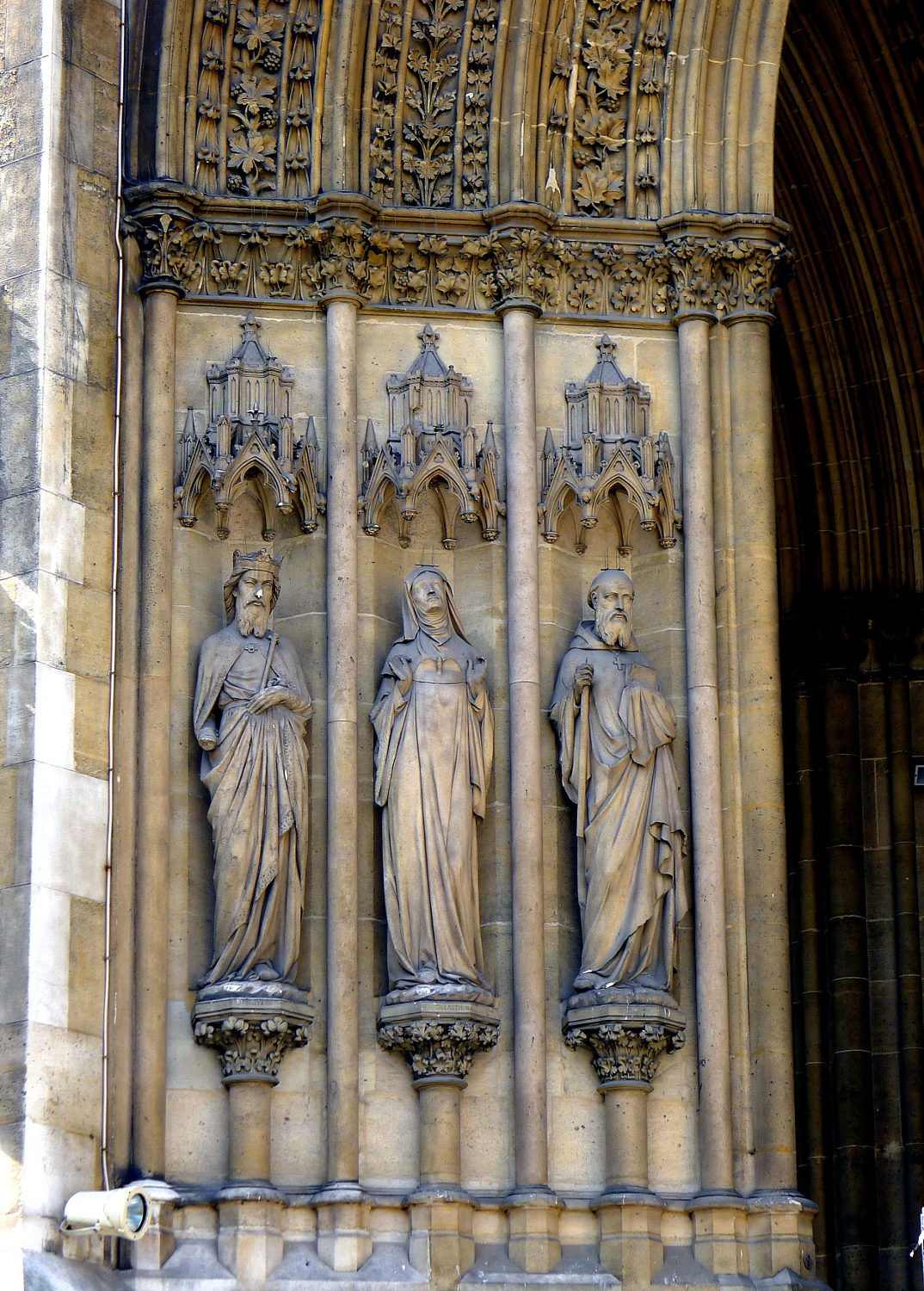
Figuras de la portada principal

Vistas del interior
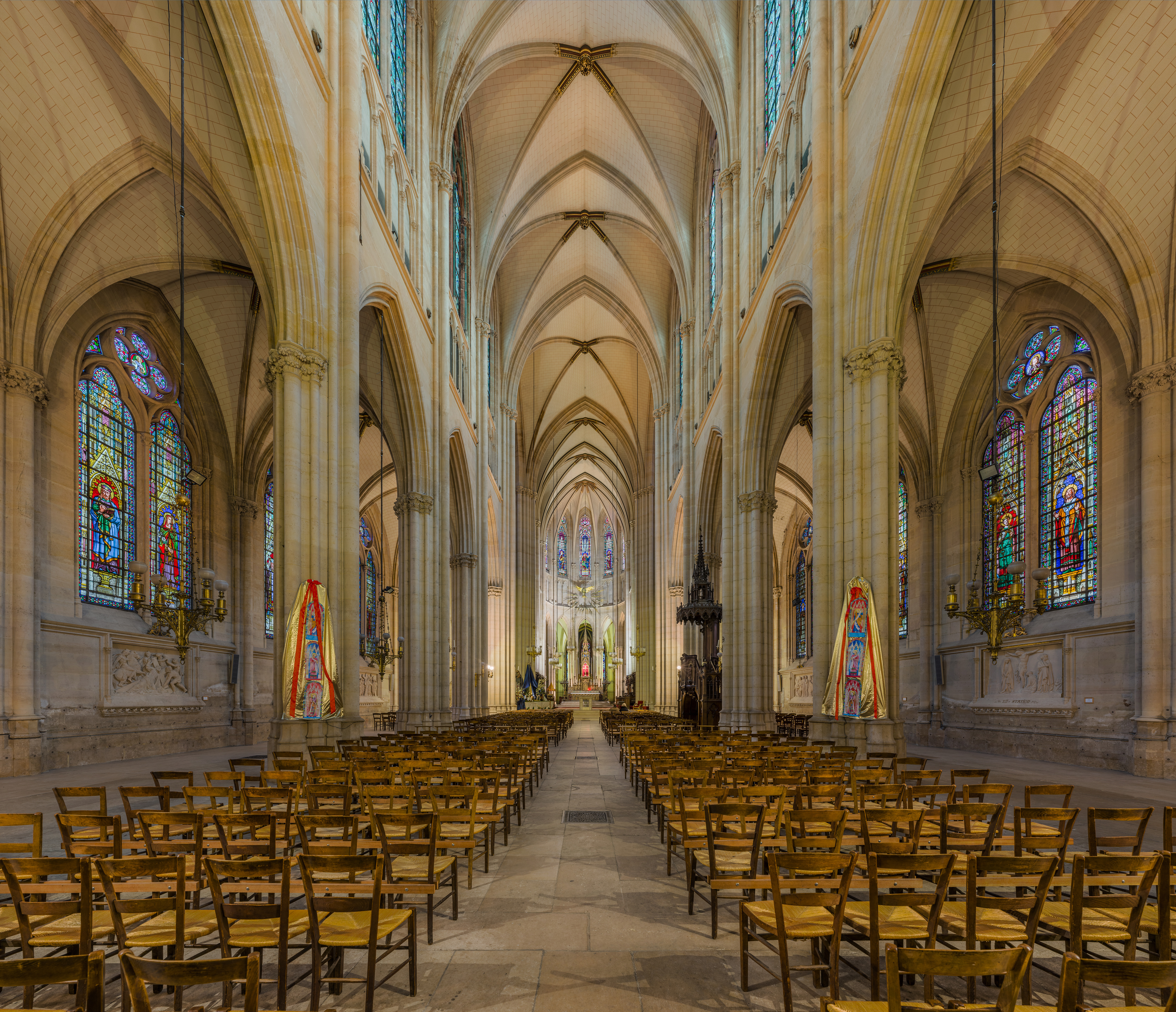
Nave principal
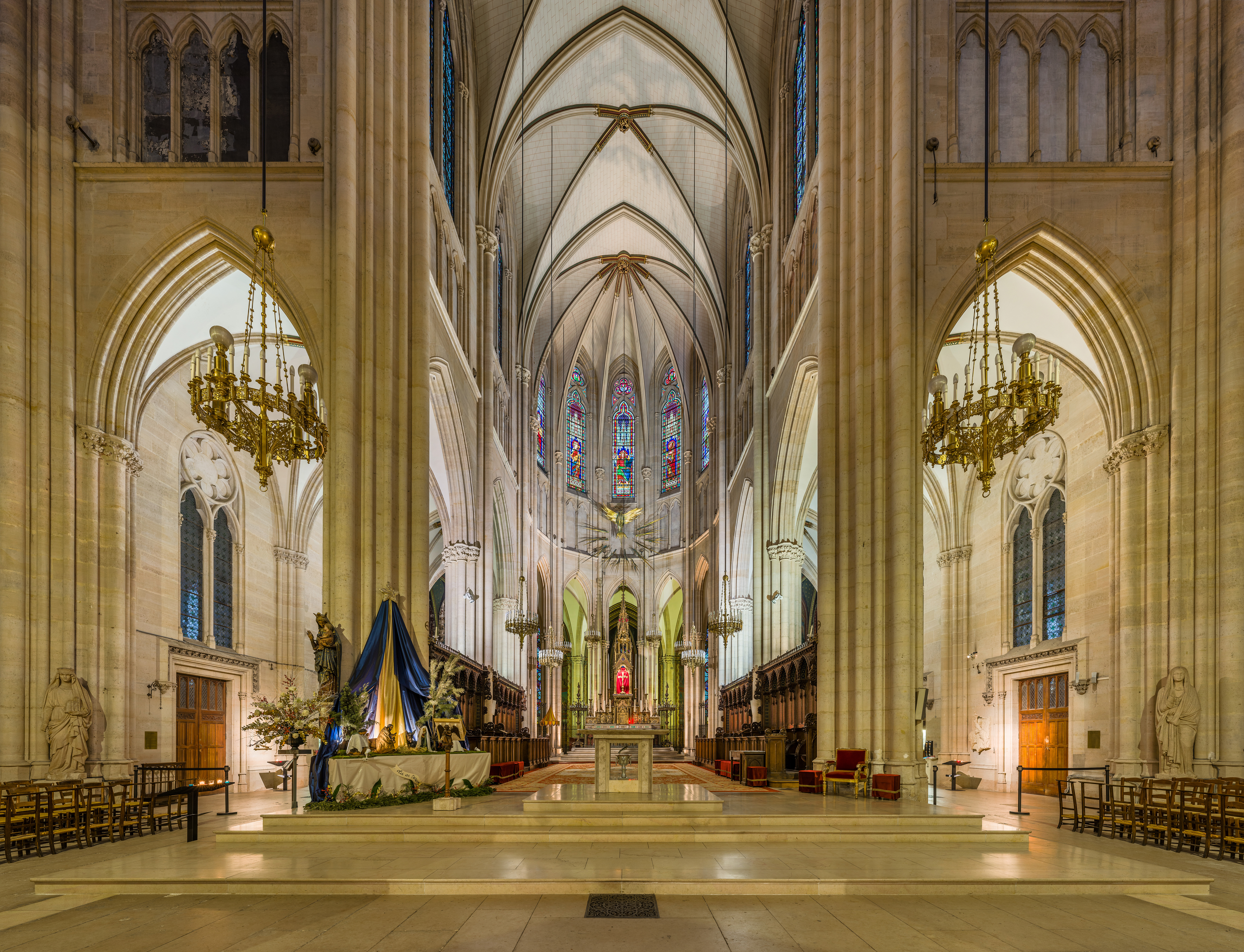
Nave principal, desde el coro
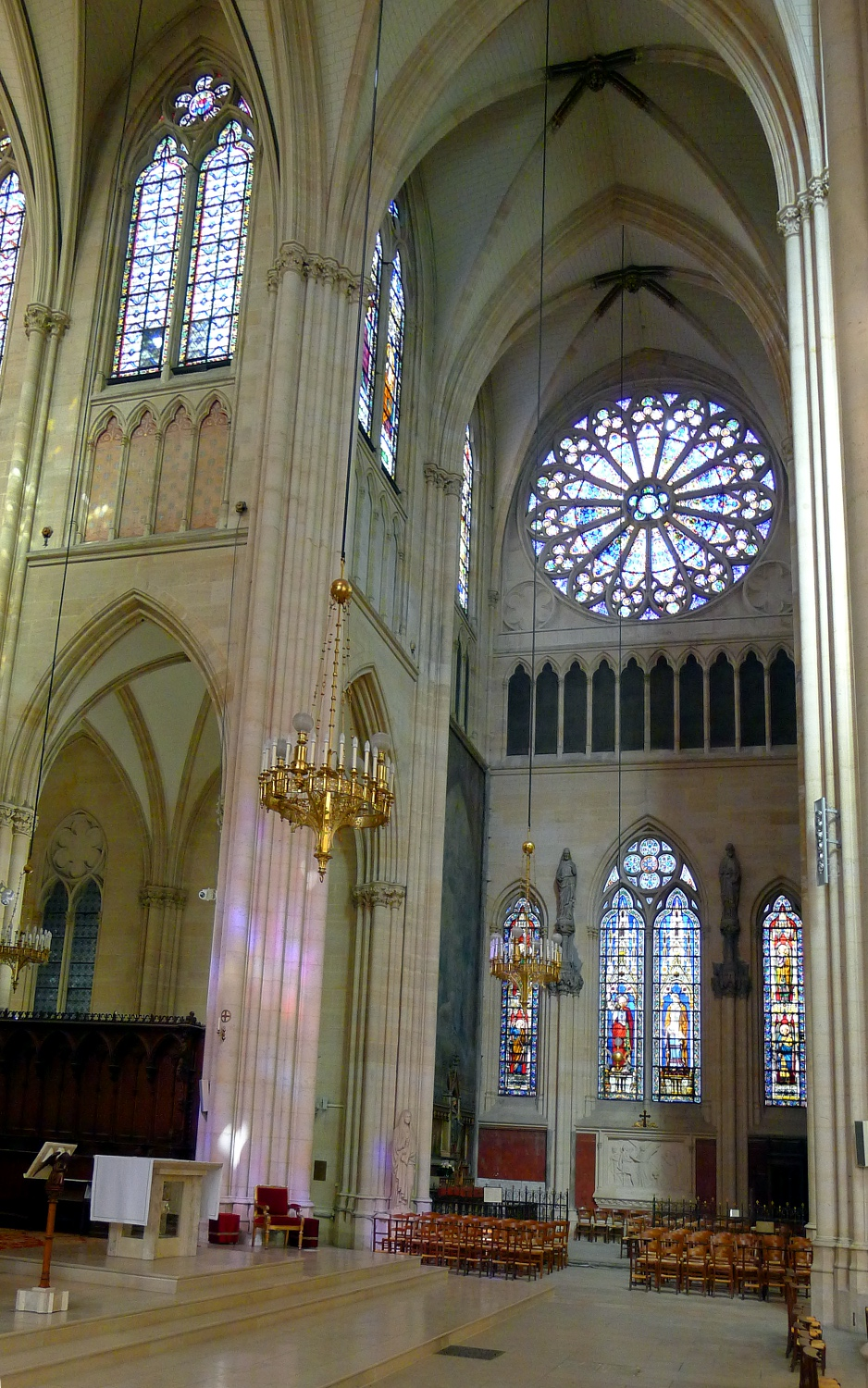
Transepto derecho
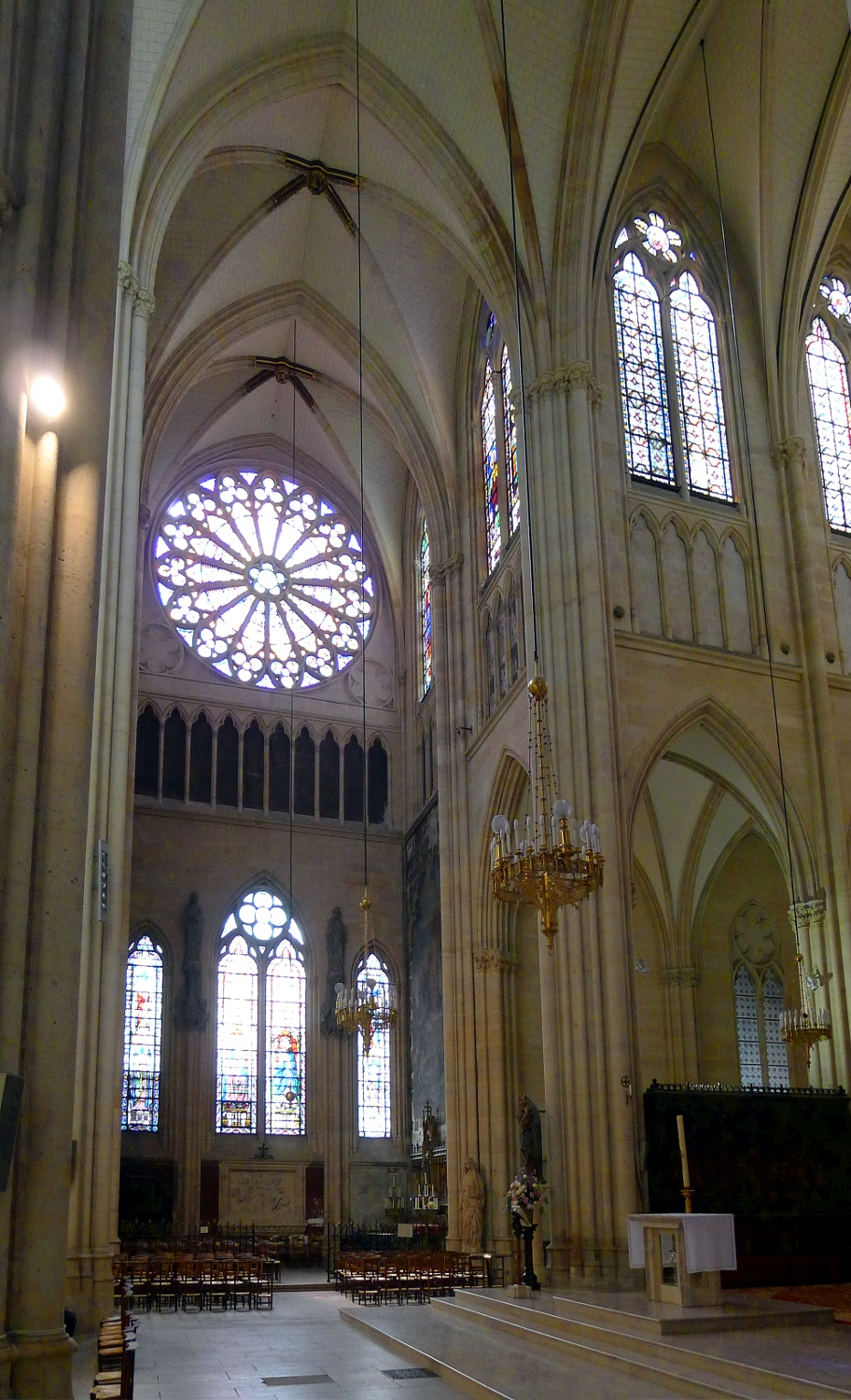
Transepto izquierdo
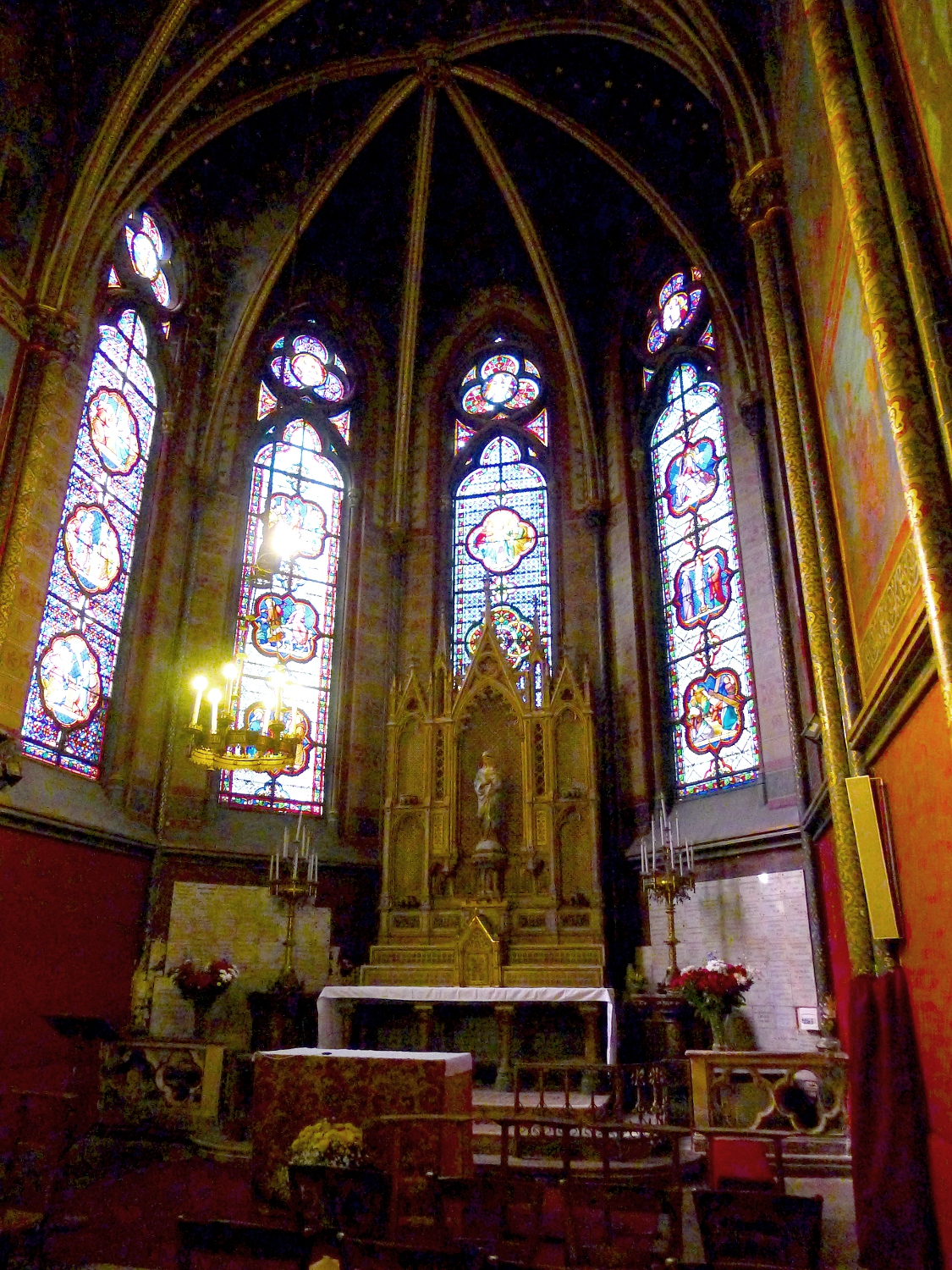
Capilla de la Virgen
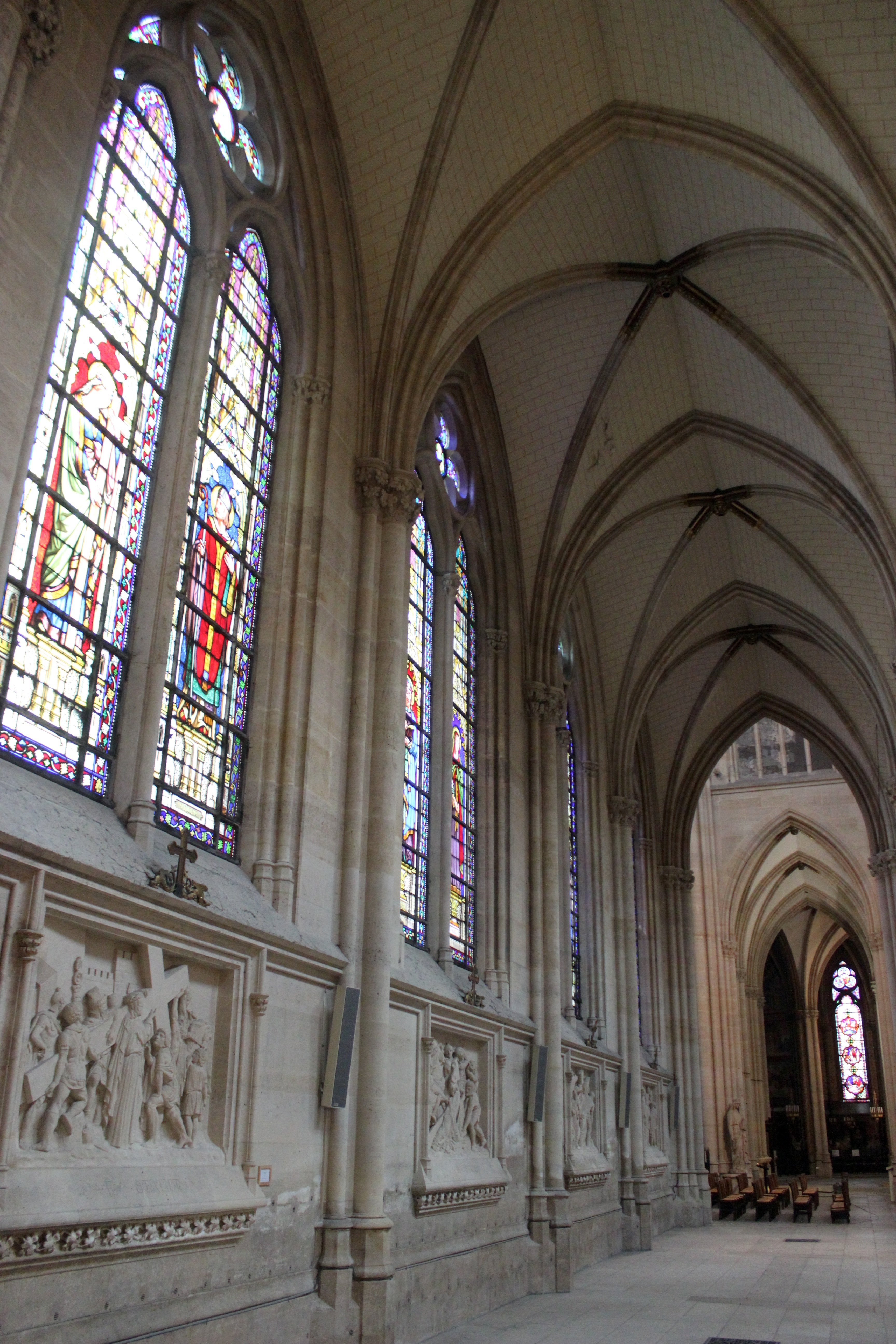
Nave lateral

Mobiliario y obras artísticas
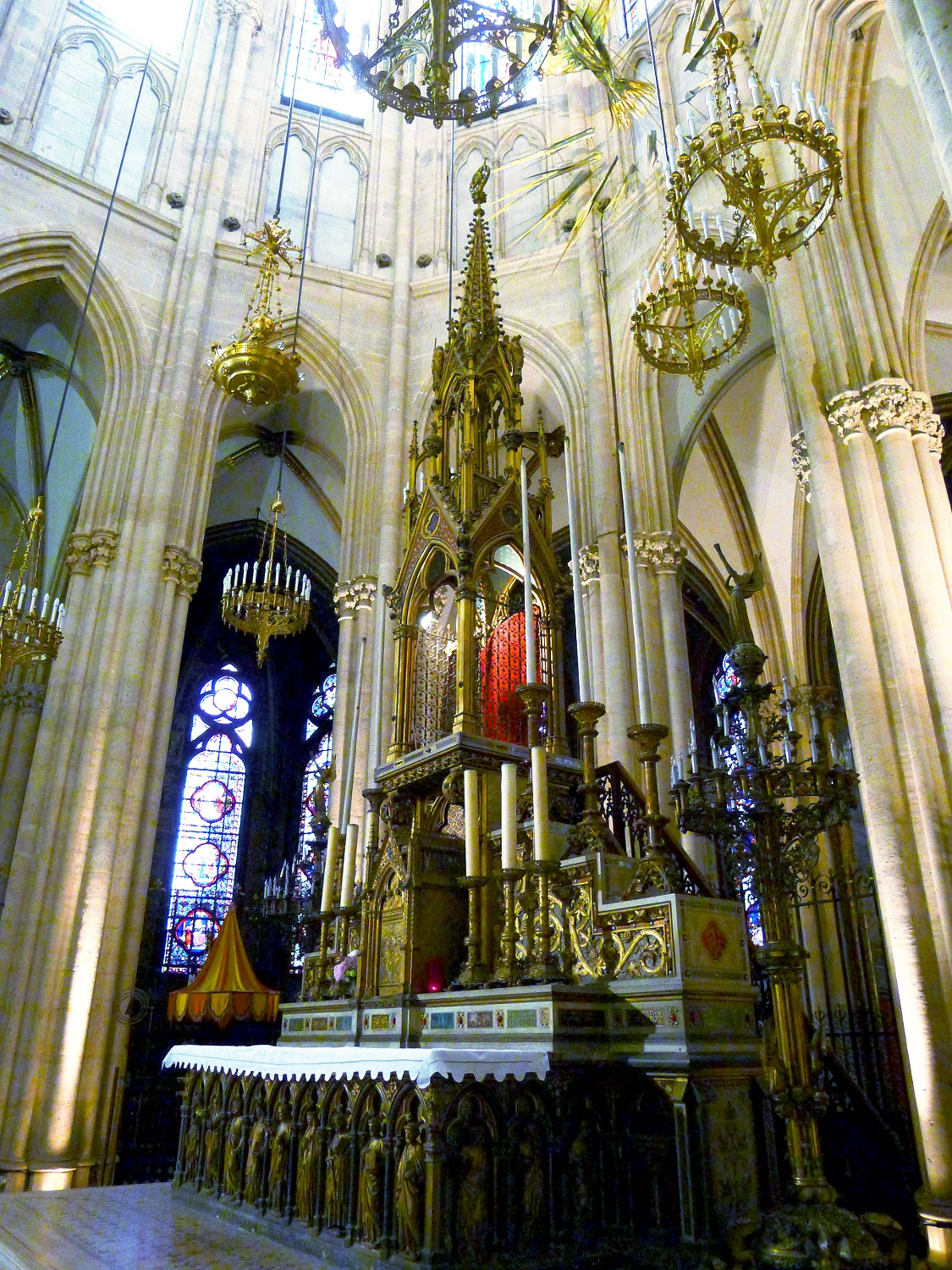
Altar principal
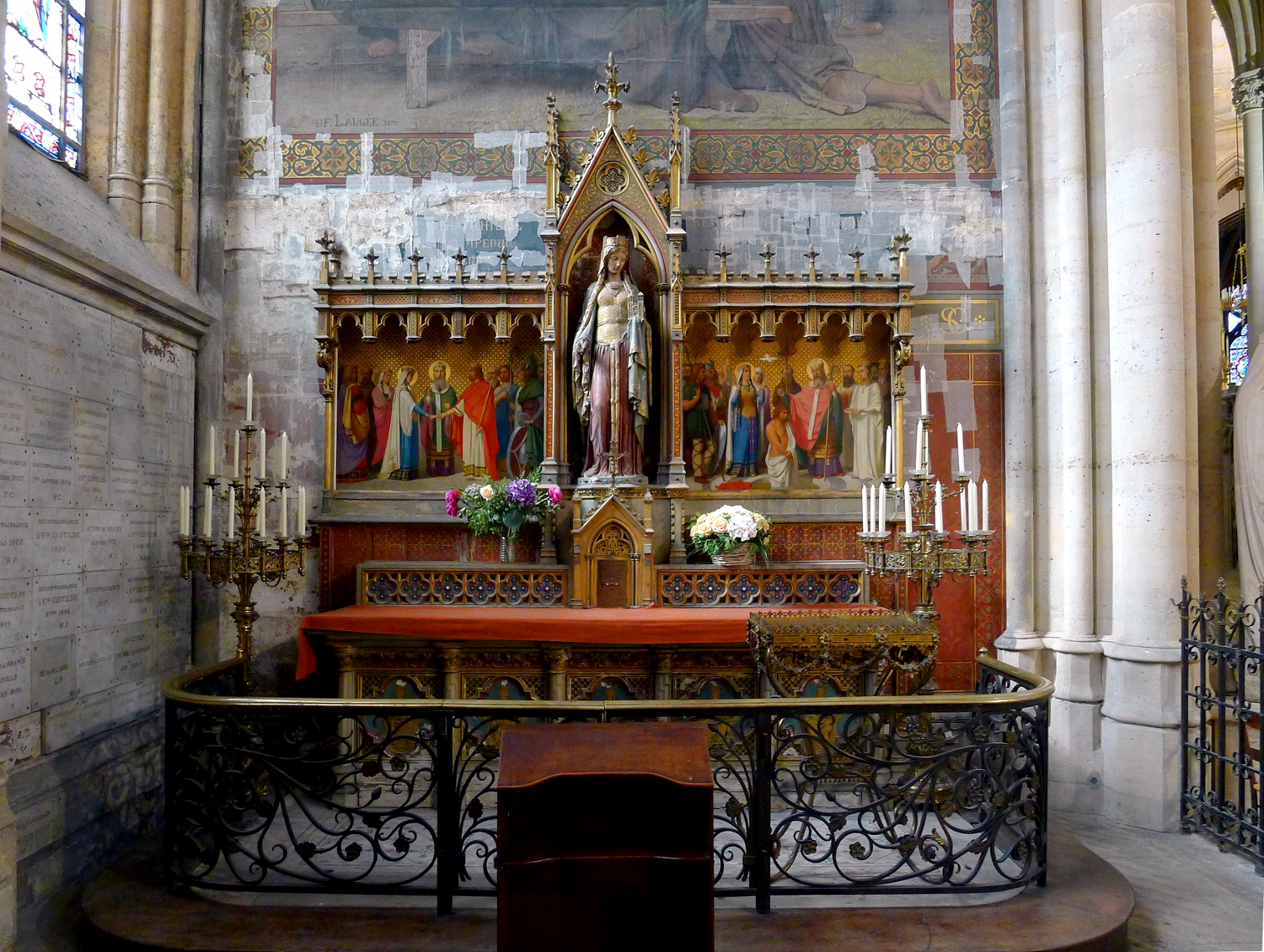
Altar del transepto izquierdo
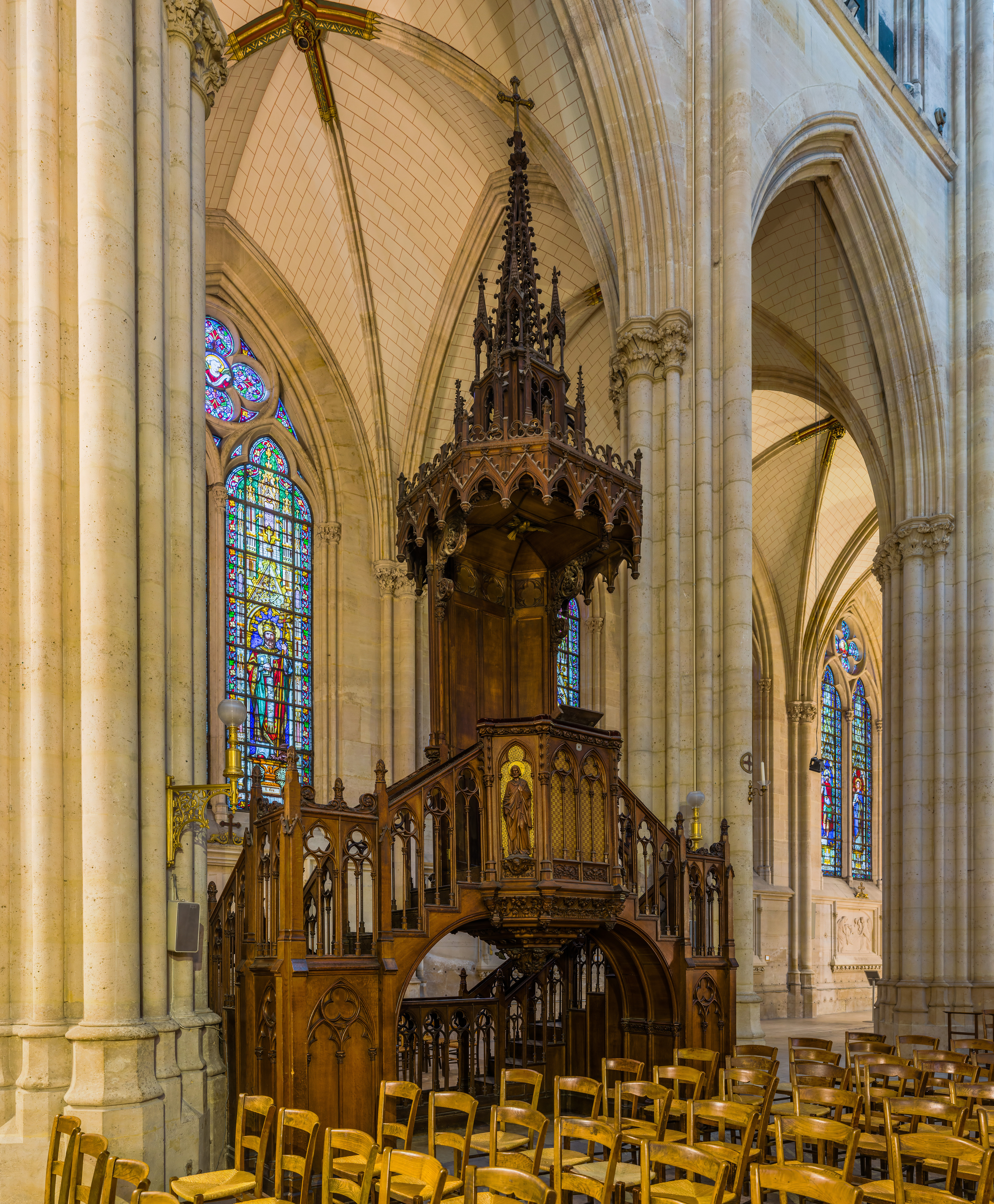
Púlpito de la nave principal
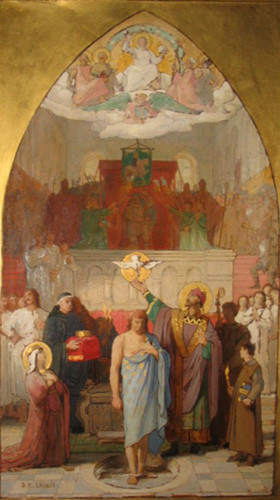
Bautismo de Clodoveo (Désiré François Laugée)
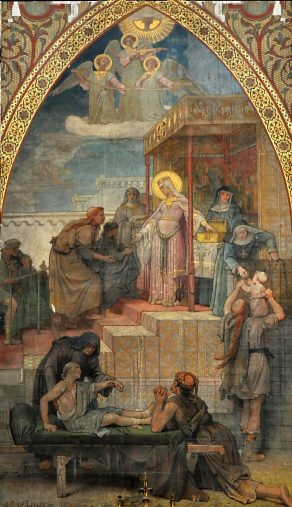
Santa Clotilde socorriendo a los pobres  (Désiré François Laugée)